# 최기섭
최기섭(1979년 10월 11일 ~ )은 대한민국의 희극 배우이다.

## 출연 작품

### 방송
- SBS 《웃찾사 》
- SBS 《개그 1》
- KBS2 《개그콘서트》
- K STAR 《THE 프렌즈 in 크로아티아》
- KBS2 《수미산장》 - 2회, 3회 게스트 (2021년)

### 드라마
- 2017년 OCN 주말드라마 《보이스》
- 2018년 SBS 월화드라마 《기름진 멜로》 - 전이만 역
- 2018년 XtvN 《복수노트 2》 - (특별출연)
- 2018년 KBS2 아침드라마 《차달래 부인의 사랑》 - 우산균 역
- 2019년 OCN 수목드라마 《구해줘 2》
- 2022년 SBS 월화드라마 《사내 맞선》 - 영서의 맞선남 역 (1회 특별출연)

### 영화
- 2009년 《말보로 전쟁》
- 2019년 《옹알스》
- 2021년 《강릉》  ... 조영재 역
- 2021년 《여타짜》 ... 불곰 역
- 2022년 《피는 물보다 진하다》 ... 형도 역